# Cadierdalgroeve III

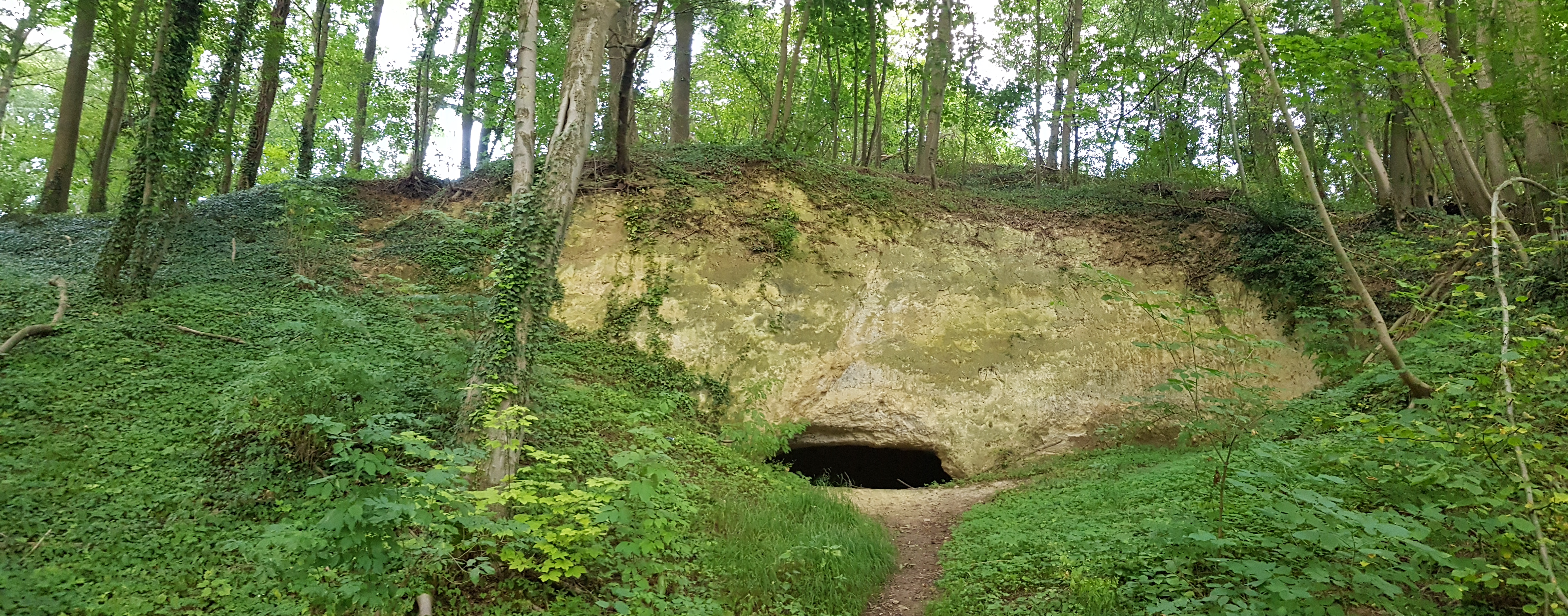
Cadierdalgroeve III

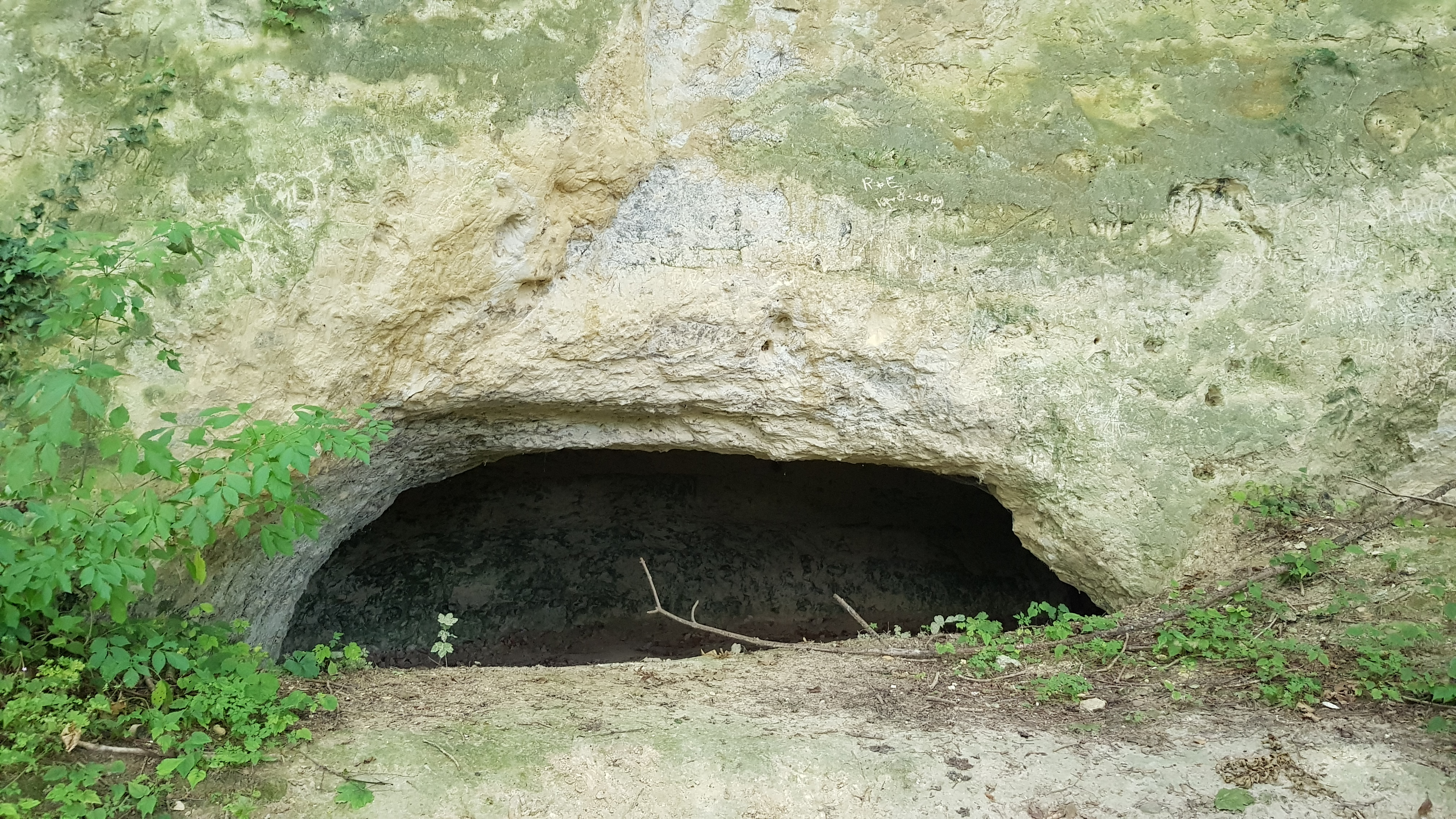
Cadierdalgroeve III

De Cadierdalgroeve III is een Limburgse mergelgroeve in de Nederlandse gemeente Eijsden-Margraten. De ondergrondse groeve ligt ten zuiden van Cadier en Keer in de noordhelling van de Dorregrubbe in het uiterste noordoosten van het Savelsbos. De groeve ligt aan de westelijke rand van het Plateau van Margraten in de overgang naar het Maasdal. Ter plaatse duikt het plateau een aantal meter steil naar beneden. Op ongeveer 75 meter ten zuiden van de groeve ligt de Grubweg.
Op ongeveer 225 meter naar het oosten ligt de Cadierdalgroeve IV, op ongeveer 750 meter naar het zuidoosten ligt de Groeve Blankenberg, op ongeveer 775 meter naar het zuidwesten ligt de Hamelsbachgroeve en op ongeveer 650 meter naar het westen liggen de Cadierdalgroeve I en Cadierdalgroeve II.

## Geschiedenis
De groeve werd door blokbrekers ontgonnen voor de winning van kalksteenblokken. In die tijd was de plaatselijke benaming Hasenberg.

## Groeve
De groeve is een kleine groeve en heeft een oppervlakte van tien bij vijf meter.
De groeve is open en niet afgesloten. Vleermuizen en andere dieren kunnen de groeve vrijelijk betreden.

## Geologie
De groeve is uitgehouwen in kalksteen uit het onderste deel van de Formatie van Maastricht.